# Baskická fotbalová reprezentace
Baskická fotbalová reprezentace reprezentuje Baskicko v přátelských zápasech. Není členem FIFA ani UEFA, přestože v roce 2020 podala přihlášku. Za reprezentaci hrálo mnoho pozdějších španělských reprezentantů (Luis Arconada, Xabi Prieto).
Za svou historii reprezentace odehrála 41 zápasů, nejvíce (7) s Mexikem, se kterým si drží bilanci 5 výher. Zápornou bilanci má s Argentinou, Walesem, Kamerunem a Maďarskem.